# Жаблек (растение)
Жаблек (на латински: Galega officinalis), нарича се още Конски ребра, Диво салкъмче, Ребрика, Плюскач, Плюшкар) e многогодишно тревисто растение от семейство Бобови.

## Описание
След цъфтежа си е отровно – съдържа сапонини, флавоноиди, гликозиди, етерично масло и алкалоида галегин.

## Местообитание
Среща се в Южна и Източна Европа, и в България. Расте по влажни места покрай реки, канали и сенчести гори.

## Допълнителни сведения
Понижава кръвната захар, поради което в медицината се използва при болните от диабет.